# روبل ارمنستان

روبل ارمنستان (ارمنی: ռուբլի) یکای پول مستقل اولین جمهوری ارمنستان و جمهوری شوروی سوسیالیستی ارمنستان در بین سال های ۱۹۱۹ تا ۱۹۲۳ بوده است. 